# Авґустин Барбоза
Авґустин Барбоза (ісп. Agustín Barboza 5 травня 1913, Асунсьйон, Парагвай — 18 грудня 1998, Асунсьйон, Парагвай) — парагвайський співак і композитор. Представник парагвайської музики — стилю ґуарані. 

## Життєпис
У 1929 вирушив до Буенос-Айреса, де  працював моряком на борту корабля під аргентинським прапором.  
Одночасно зайнявся музичною діяльністю, познайомився з Базиліо Мелгареджо Молінасом ( «Мелґа»), в парі з яким сформував дует, а потім — тріо Мелгареджо-Барбоза-Феліу. 
У 1947 увійшов до складу тріо парагвайців «Los Paraguayos Threesome» з Діґно Ґарсіа і Луїсом Альберто дель Парана. Здійснив турне Мексикою, потім Кубою, Центральною Америкою. На початку 1950-тих гастролював країнами Південної і Центральної Америки, Мексикою, США і Європою солістом або в складі різних музичних гуртів. 
У 1954 виступав з «Trio Los Paraguayos». В Європі учасники тріо підписали контракт з голландською компанією звукозапису Philips.  
Ці стосунки тривали багато років. Їх прозвали «послами парагвайської музики».
У 1957 Барбоза організував свій власний гурт «Barboza y sus compañeros» з Рамоном Мендосою, Леонардо Фігероа і Карлосом Центуріоном, продовжуючи гастролювати Європою і Близьким Сходом. 
У 1962, оселившись в Парагваї, одружився зі співачкою Івер (Francisca Zayas), утворивши художній сімейний дует. 
У 1994 уряд Парагваю нагородив Барбозу Національним орденом за заслуги у справі поширення і популяризації парагвайської музики. 
У 1996 написав автобіографічну книгу під назвою «Ruego y Camino». 
У 1997 виграв Національну премію Парагваю з музики.

## Вибрані твори
Барбоза створив близько 80 пісень. 
- «Alma vibrante»,
- «Flor de Pilar»,
- «Mi patria soñada»,
- «Sobre el Corazón de mi guitarra»,
- «Muchachita campesina»
- «Mis joyas de Buenos Aires»
- «Dulce tierra mía»,
- «Serenata»,
- «Viva la vida, viva el amor»
- «Muchacha dorada»,
- «Oimeva che roga»,
- «Oñomdiovemi»
- «Reservista purahei»,
- «Emociones de mi tierra»
- «Ruego y camino»,
- «Sombras de ausencia»,
- «Voz del viejo río».